# 六点运动

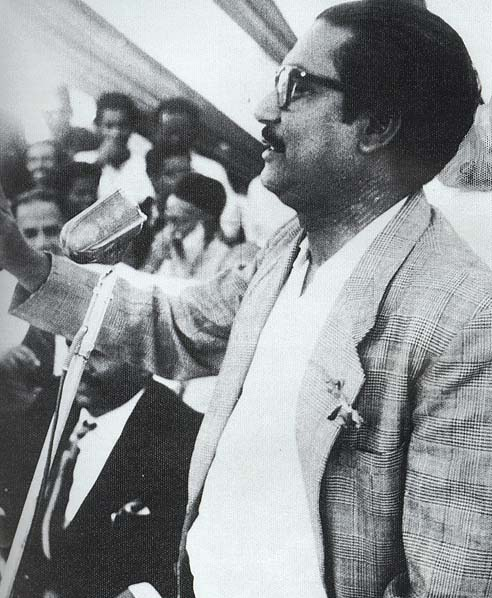
1966年2月5日，谢赫·穆吉布·拉赫曼在拉合尔宣布六大诉求。

六点运动是由谢赫·穆吉布·拉赫曼领导、旨在要求加强东巴基斯坦（今孟加拉国）自治的社会运动。六点运动主要的目标，是实现孟加拉民族主义政党联盟在1966年提出的六项诉求，以终结西巴基斯坦统治者对东巴基斯坦的剥削。这一运动常被视为孟加拉国独立运动的里程碑。

## 背景
历史上，印度和巴基斯坦同属英属印度；英国退出南亚后，由于宗教矛盾激化，1947年印巴分治，巴基斯坦独立。当时巴基斯坦为东、西两省组成的联邦制，中间被印度隔开。东巴基斯坦的人口较多，其主要出口品（例如黄麻）也是西巴基斯坦主要的进口品。然而，东巴基斯坦人认为自己在联邦中所享有的政治权利和经济利益均不足，且持续遭受西巴基斯坦的地域歧视。东巴基斯坦的经济学家、知识分子及政治人物质疑此种歧视，为六大运动的爆发埋下了种子。

## 六大诉求
拉曼·索巴恩（Rehman Sobhan）、努魯爾·伊斯拉姆 (Nurul Islam)、凱魯·卡比爾·科孔 (Khairul Kabir Khokon)及其他知名知識分子共同起草了這個宣言。
六大诉求的内容如下：

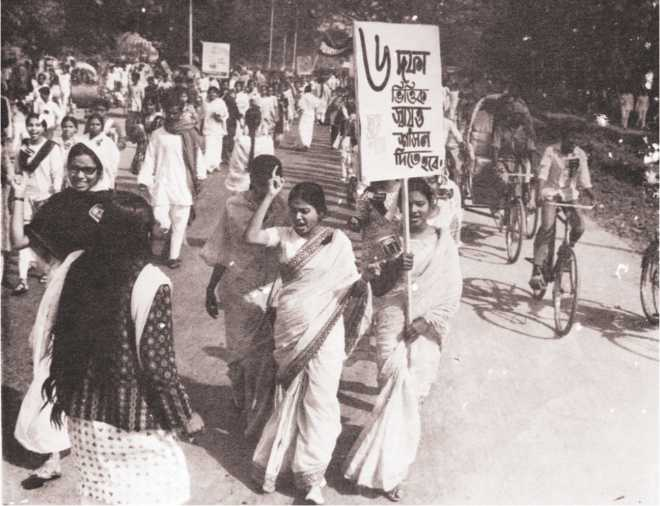
1966年6月7日，东巴基斯坦爆发支持六项诉求的大罢工。

1. 联邦宪法应基于拉合尔决议确立真正意义上的巴基斯坦联邦，并维护全体成年选民普选出的议会主权制政体。
2. 联邦政府只负责国防和外交事务，其他事务应交由联邦各省解决。
3. 东、西巴基斯坦应采用各自独立、但可自由兑换的两种货币；如果此提议不可行，则保持全国统一货币，但宪法应确立条款力避资本自东巴基斯坦流向西巴基斯坦。此外，应为东巴基斯坦设立单独的银行储备金和财政、货币政策。
4. 征税权及税金应归于联邦各省，联邦中央无此权力；但联邦有权获得一部分税金以支付支出。
5. 东、西巴基斯坦的外汇收入应分别开立账户，联邦政府所需的外汇支出应由双方平摊或按固定比例给付。不得对东、西巴基斯坦间流动的土产品课征关税，宪法应授权各方与外国建立贸易关系。
6. 东巴基斯坦应有独立的军队或准军事力量，海军司令部应设在东巴基斯坦。

## 反应

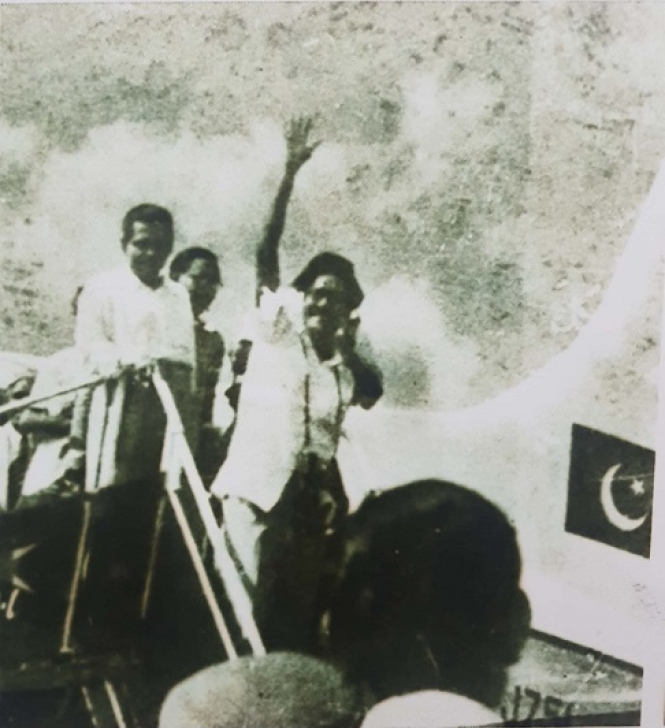
拉赫曼自拉合尔归来

西巴基斯坦以及东巴基斯坦内部非人民联盟的政治人物反对这六大诉求，但六点运动获得了东巴基斯坦人民的支持。